# 约翰·E·沃克
约翰·欧内斯特·沃克爵士 FRS（英語：Sir John Ernest Walker，1941年1月7日—），英国化学家，1997年诺贝尔化学奖获得者，於2012年獲得科普利獎章。

## 职业和研究
从1969年到1971年，沃克在威斯康星大学麦迪逊分校工作，并于1971年至1974年在法国工作。 他于1974年在剑桥大学的一个研讨会上遇到了弗雷德里克·桑格。这导致他被邀请在医学研究委员会的分子生物学实验室工作，这成为一项长期任命。 其他员工之一是弗朗西斯·克里克，他以发现DNA的分子结构而闻名。 起初，他分析了蛋白质的序列，然后揭示了线粒体中修饰遗传密码的细节。 1978年，他决定将蛋白质化学方法应用于膜蛋白。 通过这种方式，沃克表征了线粒体膜中蛋白质的亚基组成和线粒体基因组的DNA序列。